# Discografia di Jon Hopkins
La discografia di Jon Hopkins, musicista britannico attivo dal 2001, si compone di nove album in studio (di cui due realizzati in collaborazione con altri artisti) una raccolta, due colonna sonora, otto EP e oltre venti singoli.

## Album

### Album in studio
| 2001                                                                          | Opalescent - Pubblicato: 30 luglio 2001 - Etichetta: Just Music - Formati: CD, LP, download digitale                                        | —  | —  | —  | —   | —   | —  | —  | —  | —  | —  |
| 2004                                                                          | Contact Note - Released: 9 agosto 2004 - Label: Just Music - Formati: CD, download digitale                                                 | —  | —  | —  | —   | —   | —  | —  | —  | —  | —  |
| 2009                                                                          | Insides - Pubblicato: 4 maggio 2009 - Etichetta: Domino - Formati: CD, LP, download digitale                                                | —  | —  | —  | —   | —   | —  | —  | —  | —  | 15 |
| 2010                                                                          | Small Craft on a Milk Sea (con Brian Eno e Leo Abrahams) - Pubblicato: 28 marzo 2011 - Etichetta: Warp - Formati: CD, LP, download digitale | 82 | —  | —  | 47  | 98  | —  | —  | —  | —  | 2  |
| 2011                                                                          | Diamond Mine (con King Creosote) - Pubblicato: 28 marzo 2011 - Etichetta: Domino - Formati: CD, LP, download digitale                       | 82 | —  | —  | —   | —   | —  | —  | —  | —  | —  |
| 2013                                                                          | Immunity - Pubblicato: 3 giugno 2013 - Etichetta: Domino - Formati: CD, LP, download digitale                                               | 63 | 12 | —  | 64  | —   | —  | 45 | —  | —  | 13 |
| 2018                                                                          | Singularity - Pubblicato: 4 maggio 2018 - Etichetta: Domino - Formati: CD, LP, download digitale                                            | 9  | 1  | 44 | 11  | 109 | 31 | 21 | 56 | 21 | 11 |
| 2021                                                                          | Music for Psychedelic Therapy - Pubblicato: 12 novembre 2021 - Etichetta: Domino - Formati: CD, LP, download digitale                       | —  | —  | —  | 145 | —   | 72 | —  | —  | —  | —  |
| 2024                                                                          | Ritual - Pubblicato: 30 agosto 2024 - Etichetta: Domino - Formati: CD, LP, download digitale                                                | —  | —  | —  | —   | —   | —  | —  | —  | —  | —  |
| "—" indica una pubblicazione non classificata o non pubblicata in quel Paese. | |    |    |    |     |     |    |    |    |    |    |

### Raccolte
| Anno | Titolo |
| ---- | --- |
| 2015 | LateNightTales: Jon Hopkins - Pubblicato: 2 marzo 2015 - Etichetta: LateNightTales - Formati: CD, 2 LP, download digitale |

### Colonne sonore
| Anno | Titolo |
| ---- | --- |
| 2010 | Music from the Film "Monsters" - Pubblicato: 29 novembre 2010 - Etichetta: Domino - Formati: download digitale                   |
| 2013 | How I Live Now (Motion Picture Soundtrack) - Pubblicato: 7 ottobre 2013 - Etichetta: Just Music - Formati: CD, download digitale |

## Extended play
| Anno | Titolo                                                                                                   |
| ---- | --- |
| 2005 | EP1 - Pubblicato: 21 ottobre 2005 - Etichetta: Domino - Formati: download digitale                       |
| 2008 | The Fourth State - Pubblicato: 2008 - Etichetta: Sounds Asleep - Formati: CD                             |
| 2009 | Seven Gulps of Air - Pubblicato: 16 novembre 2009 - Etichetta: Domino - Formati: download digitale       |
| 2010 | Remixes - Pubblicato: 16 luglio 2010 - Etichetta: Double Six - Formati: 12", download digitale           |
| 2011 | Honest Words - Pubblicato: 16 settembre 2011 - Etichetta: Domino - Formati: 12", download digitale       |
| 2014 | Asleep Versions - Pubblicato: 10 novembre 2014 - Etichetta: Domino - Formati: CD, 12", download digitale |
| 2020 | Meditations - Pubblicato: 7 maggio 2020 - Etichetta: Domino - Formati: download digitale                 |
| 2021 | Piano Versions - Pubblicato: 16 aprile 2021 - Etichetta: Domino - Formati: CD, 12", download digitale    |

## Singoli
| Anno | Titolo                                                  | Album di provenienza          |
| ---- | ------------------------------------------------------- | ----------------------------- |
| 2009 | Light Through the Veins                                 | Insides                       |
| 2011 | Bubble (con King Creosote)                              | Diamond Mine                  |
| 2011 | Bats in the Attic (con King Creosote)                   | Diamond Mine                  |
| 2012 | John Taylor's Month Away/Missionary (con King Creosote) | Diamond Mine Jubilee Edition  |
| 2012 | Third Swan (con King Creosote)                          | Diamond Mine Jubilee Edition  |
| 2013 | Open Eye Signal                                         | Immunity                      |
| 2013 | Breathe This Air (con i Purity Ring)                    | Immunity                      |
| 2013 | Garden's Heart (con Natasha Khan)                       | /                             |
| 2013 | Collider                                                | Immunity                      |
| 2014 | We Disappear (con Lulu James)                           | Immunity                      |
| 2015 | I Remember                                              | Jon Hopkins: Jon Hopkins      |
| 2018 | Emerald Rush                                            | Singularity                   |
| 2018 | Everything Connected                                    | Singularity                   |
| 2018 | Singularity                                             | Singularity                   |
| 2018 | Glitter/C O S M (Remixes) (con Daniel Avery)            | /                             |
| 2019 | Luminous Beings                                         | Singularity                   |
| 2019 | Luminous Spaces (con Kelly Lee Owens)                   | /                             |
| 2020 | Scene Suspended                                         | /                             |
| 2021 | Sit Around the Fire                                     | Music for Psychedelic Therapy |
| 2023 | Tayos Caves, Ecuador                                    | Music for Psychedelic Therapy |
| 2024 | Ritual (Evocation)                                      | Ritual                        |
| 2024 | Ritual (Palace)                                         | Ritual                        |
| 2024 | Forever Held (con Ólafur Arnalds)                       | /                             |
| 2025 | Ritual (Nothing Is Lost)                                | Ritual                        |

## Videografia

### Video musicali
| Anno | Titolo                               | Regista/i                   |
| ---- | ------------------------------------ | --------------------------- |
| 2013 | Vessel (Four Tet Remix)              | Bison                       |
| 2013 | Open Eye Signal                      | Aoife McArdle               |
| 2013 | Breathe This Air (feat. Purity Ring) |                             |
| 2013 | Collider                             | Tom Haines                  |
| 2014 | We Disappear (feat. Lulu James)      |                             |
| 2018 | Emerald Rush                         | Robert Hunter e Elliot Dear |
| 2018 | Everything Connected                 | Alex Grigg                  |
| 2018 | Luminous Beings                      | Blink Industries            |
| 2018 | Singularity                          | Seb Edwards                 |
| 2018 | Feel First Life                      | Elliot Dear                 |